# Jan de Vries (athlétisme)
Pour les articles homonymes, voir Jan de Vries et de Vries.
Jan Cornelis de Vries (né le 2 mars 1896 à Zwolle et décédé le 19 avril 1939 à La Haye) est un athlète néerlandais spécialiste du sprint. Il était affilié au Zwolle Athletic Club.
Il est également footballeur, médaillé de bronze aux Jeux olympiques 1920.

## Bilan sportif

### Palmarès en athlétisme
| Date | Compétition           | Lieu  | Résultat | Épreuve   | Performance |
| ---- | --------------------- | ----- | -------- | --------- | ----------- |
| 1924 | Jeux olympiques d'été | Paris | 3e       | 4 × 100 m | 41 s 8      |

### Palmarès en football
Pays-Bas olympique
- Jeux olympiques :
  -  Bronze : 1920.

### Records
| Épreuve    | Performance | Lieu | Date |
| ---------- | ----------- | ---- | ---- |
| 100 mètres | 10 s 8      |      | 1920 |